# ドナルド・オコーナー
ドナルド・オコーナー（Donald O'Connor、1925年8月28日 - 2003年9月27日）は、『雨に唄えば』などで知られるアメリカの映画俳優、コメディアン。本名はデイヴィッド・ディクスン・オコーナー（David Dixon O'Connor）という。姓の発音はオコナーに近く、この表記が用いられる場合もある。

## 人物
1925年、ヴォードヴィリアンの両親ジョン・エドワードとエフィの7番目の子供として生まれる。一家はドナルドの生まれたころ「オコーナー・ファミリー」として活動を行い、ドナルド自身も1歳で初舞台を踏んだ。11歳にして兄弟とともに『二人のメロディ』で映画デビューする。パラマウントと契約して、『ボー・ジェスト』『シング・ユー・シナーズ』などに子役として出演する。兄の病死により、一時ヴォードヴィルに戻ったが、1942年にユニバーサルからスカウトされ、ペギー・ライアンとのダンス・コンビを組んだ。
グウェン・カーターと結婚、軍役を経て、映画界に復帰した後はコメディ作品『フランシス』（1950年 - ）のシリーズでコメディアンとしての人気を確立した。1951年にはジーン・ケリーとスタンリー・ドーネンの指名によってMGM社に貸し出され、名作『雨に唄えば』でジーンの相棒役を務めた。さらに翌1953年には『アイ・ラブ・メルヴィン』、『ショウほど素敵な商売はない』（1954年）などの作品出演を重ねたが、ミュージカル映画が次第に下火になってゆく中で活動の軸足をテレビに移していった。
1956年、グロリア・ノーブルと再婚。晩年まで映画、テレビ、音楽などで活動を続け、2003年に心臓麻痺で死去。78歳没。

## 出演作品

### 映画
| - 二人のメロディー Melody for Two（1937） - It Can't Last Forever (1937) - 翼の人々 Men with Wings (1938) - Sing You Sinners (1938) - Sons of the Legion (1938) - トム・ソーヤーの冒険 Tom Sawyer, Detective (1938) - Boy Trouble (1939) - Unmarried (1939) - Million Dollar Legs (1939) - ボー・ジェスト Beau Geste (1939) - Night Work (1939) - Death of a Champion (1939) - On Your Toes (1939) - What's Cookin'? (1942) - プライベート・バッカルー Private Buck-aroo (1942) - Give Out, Sisters (1942) - Get Hep to Love (1942) - When Johnny Comes Marching Home (1942) - It Comes Up Love (1943) - Mister Big (1943) - Top Man (1943) - Chip Off the Old Block (1944) - Follow the Boys (1944) - This Is the Life (1944) - The Merry Monahans (1944) - Bowery to Broadway (1944) - Patrick the Great (1945) - Something in the Wind (1947) - Are You with It? (1948) - Feudin', Fussin', and A-Fightin' (1948) | - スクリーン・スナップショット Motion Picture Mothers, Inc. (1949) 短編 - Yes Sir That's My Baby (1949) - Francis (1950) - Curtain Call at Cactus Creek (1950) - The Milkman (1950) - 血に飢えたデイヴ Double Crossbones (1951) - Francis Goes to the Races (1951) - 雨に唄えば Singin' in the Rain (1952) - Francis Goes to West Point (1952) - アイ・ラブ・メルヴィン I Love Melvin (1953) - コール・ミー・マダム Call Me Madam (1953) - Francis Covers the Big Town (1953) - 恋人を家に送って歩く道 Walking My Baby Back Home (1953) - Francis Joins the WACS (1954) - ショウほど素敵な商売はない There's No Business Like Show Business (1954) - Francis in the Navy (1955) - 夜は夜もすがら Anything Goes (1956) - バスター・キートン物語The Buster Keaton Story (1957) - 嬉し泣き Cry for Happy (1961) - アラジンと女盗賊 The Wonders of Aladdin (1961) - おかしな気持 That Funny Feeling (1965) - Just One More Thyme (1974) 短編 - ザッツ・エンタテインメント That's Entertainment! (1974) - ラグタイム Ragtime (1981) - Pandemonium (1982) - A Time to Remember (1987) - トイズ Toys (1992) - Father Frost (1996) - カリブは最高! Out to Sea (1997) |

### テレビ
- The Milton Berle Show (1948) プロデューサー
- Colgate Comedy Hour (1951-54)
- Texaco Star Theater (1954-55)
- ペチコート作戦 Petticoat Junction (1964) 監督
- Bell Telephone Hour (1964-66)
- The Donald O'Connor Show (1968)
- エラリー・クイーン・ミステリー Ellery Queen (1975)
- 地上最強の美女バイオニック・ジェミー The Bionic Woman (1976)
- Love Boat (1981-84)
- Alice (1982)
- そりゃないぜ!? フレイジャー Frasier (1996)
- The Nanny (1996)